# Giovanni Romagnoli (militare)
Giovanni Romagnoli (Campobasso, 29 luglio 1897 – Bir Ziden, 1º settembre 1929) è stato un militare italiano, capitano pilota della Regia Aeronautica decorato con Medaglia d'oro al valor militare alla memoria per il coraggio dimostrato in combattimento.

## Biografia
Nacque a Campobasso il 29 luglio 1897, figlio di Salvatore e Filomena Fortunata. Mentre frequentava l'istituto per ragionieri dovette interrompere gli studi in quanto chiamato a prestare servizio militare nel Regio Esercito durante la prima guerra mondiale. Nel 1916 è assegnato al 94º Reggimento fanteria della Brigata Messina, conseguendo rapidamente il grado di sottotenente. Nel 1917, in forza al 202º Reggimento fanteria della Brigata Sesia,  si distingue a Zenson di Piave, venendo decorato con una Medaglia d'argento al valor militare per il coraggio dimostrato in combattimento.  Ammesso a frequentare un corso per osservatori d'aeroplano, ottiene il brevetto e quindi, nel settembre 1918, parte per l'Albania in forza all'VIII Gruppo. Nel 1919 presta servizio presso il XVI Corpo d'armata e poi presso il Comando superiore delle Forze Armate italiane nei Balcani.
Attratto dal mondo dall'aviazione, nel 1923, con la costituzione della Regia Aeronautica, chiede ed ottiene il trasferimento alla nuova Arma. Promosso capitano, nel 1926, dopo aver frequentato il primo corso superiore, viene trasferito in forza alla Regia Accademia Aeronautica di Caserta in qualità di istruttore, e successivamente alla Scuola di osservazione aerea. 
Nel 1929 fu mandato in Libia, assegnato all'Aviazione della Tripolitania come comandante della 104ª Squadriglia mista di nuova formazione, dislocata a Sirte, e dotata di velivoli da ricognizione IMAM Ro.1. In breve tempo cura perfettamente la preparazione dei suoi uomini e del materiale in dotazione al reparto, ed inizia le operazioni contro la guerriglia. Il 12 aprile di quell'anno, durante un'azione contro un forte gruppo di ribelli, il suo aereo viene colpito dalla fucileria avversaria che, danneggiando una pala dell'elica,, lo costrinse ad un atterraggio di fortuna a Bir Ziden, nel pieno deserto. Circondato dalle forze avversarie, respinge le intimazioni di resa, e combatte fino all'esaurimento delle munizioni, incitando gli altri membri dell'equipaggio, il sergente maggiore Mario Vannini, e il primo aviere motorista Mario Polisini, alla difesa. Catturato dopo aver inflitto pesanti perdite al nemico, tutto l'equipaggio venne trucidato sul posto dai ribelli.
A lui fu concessa la medaglia d'oro al valor militare alla memoria, mentre a Vannini la medaglia d'argento.
La medaglia d'oro fu appuntata personalmente sul petto della vedova da Benito Mussolini, alla presenza del generale Italo Balbo nel VII anniversario della costituzione della Regia Aeronautica celebrato presso la Caserma "Cavour" di Roma il 28 marzo 1930.
In onore di Giovanni Romagnoli è stata intitolata una Caserma di Roma e il campo sportivo di Campobasso, nonché varie strade cittadine molisane.

### Annotazioni
1. ↑  Il 4 giugno 1919 viene decorato con una Croce al merito di guerra, e ne ottiene una seconda il 14 novembre dello stesso anno.
2. ↑  Assegnato al 20º Stormo Ricognizione fu insignito di un Encomio solenne per un'azione compiuta il 23 novembre 1925.
3. ↑  Già il 10 febbraio fu insignito di un Encomio solenne dal Comandante l'Aviazione della Tripolitania.
4. ↑  Sette mesi dopo anche suo fratello Federico, sergente pilota presso la 133ª Squadriglia, perì in un incidente sull'aeroporto di Centocelle, nelle vicinanze della Capitale.

### Fonti
1. 1 2 3  Combattenti Liberazione.
2. 1 2  Ufficio Storico Stato Maggiore dell'Aeronautica 1969, p. 32.
3. ↑  Barbara Bertolini, Rita Frattolillo,Molisani milleuno profili e biografie, Edizioni Enne, Campobasso 1998.
4. ↑  Campagne, ferite, azioni di merito, decorazioni ed encomi del Capitano aviatore Giovanni Romagnoli,  s.d., estratto dal Bollettino Ufficiale della R. Aeronautica, Poligrafica del Littorio, Campobasso.
5. 1 2 3 4 5 6  Petrarulo 1961, p. 58.
6. 1 2 3 4 5  Lioy 1965, p. 140.
7. ↑  La medaglia d'oro alla memoria del capitano Romagnoli, Il Popolo di Roma, 29 marzo 1930.
8. ↑  Eduardo Di Iorio, Campobasso itinerari di storia e di arte, Arti grafiche La regione, Campobasso 1977.
9. ↑  Bollettino Ufficiale 1930, disp.12, pag.208.